# La Furie du Texas
Pour plus de détails, voir Fiche technique et Distribution.
La Furie du Texas (titre original : Fort Worth) est un film américain d'Edwin L. Marin sorti en 1951.

## Synopsis
Ned Britt, ancien tireur d'élite, dirige un journal au Kansas, préférant désormais régler les injustices par le stylo que par l'arme à feu. Il décide de se rendre, accompagné de ses deux associés Ben Garvin et Luther Wick, au sein d'un groupe de pionniers de San Antonio pour ouvrir un nouveau journal. Ils sont vite rejoints par Flora Talbot dont le père fût autrefois le patron de Ned à Fort Worth. Elle lui affirme qu'elle projette d'épouser Blair Lunsford, ancien complice de Ned. Mais ce dernier soupçonne Lunsford d'avoir fait fortune en exploitant les terres pour le compte de Gabe Clevenger, à la tête d'un gang terrorisant la ville...

## Fiche technique
- Titre original : Fort Worth
- Titre français alternatif : Texas Express
- Réalisation : Edwin L. Marin
- Scénario : John Twist
- Directeur de la photographie : Sidney Hickox
- Montage : Clarence Kolster
- Musique : David Buttolph
- Couleur ; Technicolor
- Production : Anthony Veiller
- Genre : Western
- Pays de production :  États-Unis
- Durée : 80 minutes
- Dates de sortie :
  - États-Unis : 12 juillet 1951 (New York), 14 juillet 1951
  - France : 7 juillet 1954

## Distribution
Note : Bien qu'il soit sorti une première fois en 1954 en France, ce n'est qu'à sa ressortie en 1965 qu'il fût doublé en version française.
- Randolph Scott (VF : Michel Gatineau) : Ned Britt
- David Brian (VF : Jean Berger) : Blair Lunsford
- Phyllis Thaxter (VF : Nelly Benedetti) : Flora Talbot
- Helena Carter (VF : Nicole Favart) : Amy Brooks
- Dick Jones (VF : Claude Mercutio) : Luther Wicks
- Ray Teal (VF : Marcel Bozzuffi) : Gabe Clevenger
- Lawrence Tolan : Mort Springer
- Paul Picerni : Joe Castro
- Emerson Treacy : Ben Garvin
- Bob Steele : Shorty
- Walter Sande : le shérif adjoint Waller
- Chubby Johnson : le shérif
- Grace Mills : Mme Nickerson